# Bob Versteegh
Bob Versteegh (* 6. März 1950 in Arnheim) ist ein niederländischer Pianist und Musikpädagoge.

## Werdegang
Er studierte Klavier am Sweelinck-Conservatorium in Amsterdam bei Jaap Callenbach, wo er mit Auszeichnung abschloss. Anschließend setzte er sein Klavierstudium bei Frédéric Gevers in Antwerpen, Yara Bernette in Hamburg, Malcolm Frager und bei Maria Curcio in London fort.
Seither wirkt er als Hochschullehrer, Solist und Kammermusiker. Er war Klavierdozent am Conservatorium von Leeuwarden und Pianist und Musikalischer Berater des Niederländischen Eurythmie Ensembles in Den Haag.
Im Jahr 1995 wurde Bob Versteegh als Professor für Klavier an die Hochschule für Musik in Detmold berufen. Zusätzlich zu seiner Lehrtätigkeit war er dort von 2001–2003 und 2009–2015 Dekan des Fachbereichs 2 (Tasteninstrumente und Gesang).
Bei verschiedenen Musikwettbewerben war er Jurymitglied, u. a. beim Chopin-Wettbewerb an der Hochschule für Musik und Tanz in Köln und dem Westfälischen van Bremen Klavierwettbewerb.
Er konzertierte in verschiedenen europäischen Ländern und den Vereinigten Staaten, und zwischen 1983 und 2007 insbesondere zusammen mit dem amerikanischen Saxophonisten John-Edward Kelly. Sie haben dabei eine beträchtliche Anzahl an Werken für Saxophon und Klavier uraufgeführt, die zeitgenössische Komponisten wie Michael Denhoff, Anders Eliasson, Uroš Rojko, Dimitri Terzakis oder Miklós Maros eigens Kelly und Versteegh gewidmet haben.

## Diskografie (Auswahl)
- Miklós Maros, u. a.; John-Edward Kelly, Saxophon - Bob Versteegh, Klavier. - München : Col-Legno Musikprod. [1992]
- Chamber music; Kox, Hans. - Amsterdam : Attacca [1993][4]
- Pythikos nomos; Elias, Brian David, u. a. - Staufen (Breisgau) : Aurophon [1993]
- Godba; Rojko, Uroš, u. a. - München : Col-Legno Musikprod. [1997]
- Formulierungen; Knorr, Ernst-Lothar von. - Mannheim : Peter Seiler [2002]
- Musik für Bläser; Meyer, Krzysztof. - München : Intersound [2007]
- John-Edward Kelly plays Anders Eliasson; Eliasson, Anders. - München : Neos Music [2013]